# Naturpark Am Stettiner Haff

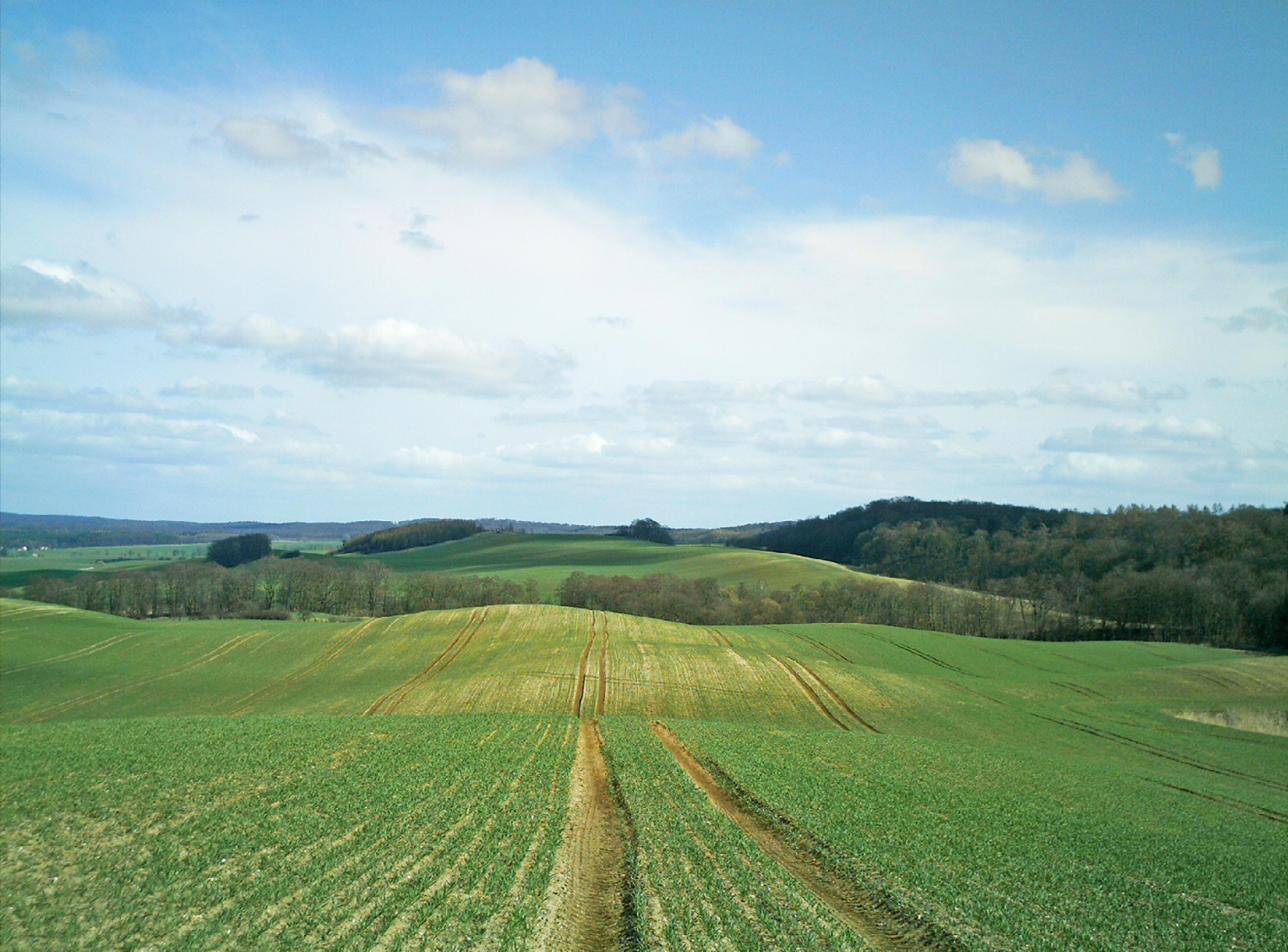
Landschaft im Naturpark (Brohmer Berge)

Logo

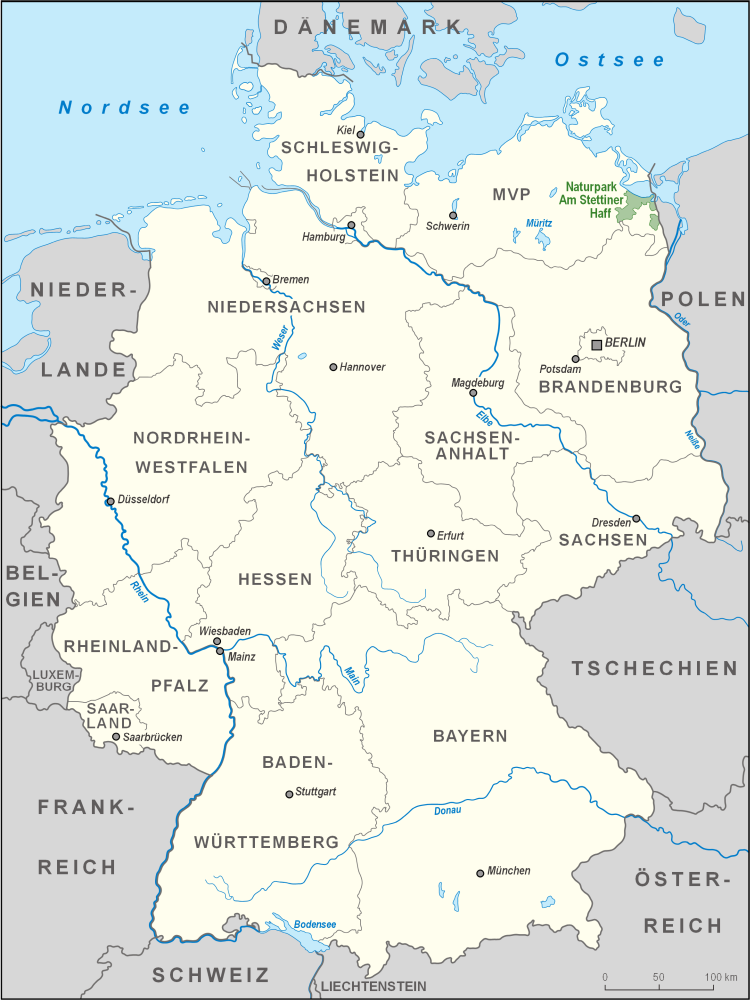
Lage des Naturparkes in Deutschland

Der Naturpark Am Stettiner Haff ist einer von sieben Naturparks in Mecklenburg-Vorpommern.

## Geografie
Der Naturpark befindet sich südlich des namensgebenden Stettiner Haffs an der Grenze zu Polen. Er zieht sich von der Haffküste bis zu den Brohmer Bergen im Süden. Die Landschaft ist geprägt durch die Haffküste, ebene und hügelige Endmoränenlandschaft, Buchen- und Mischwälder, magere Sandböden und die Niedermoorflächen entlang der Flussläufe. Größere Naturräume sind die Ueckermünder Heide, die Brohmer Berge, das Randowbruch und die Friedländer Große Wiese.
Im Westen befindet sich der Galenbecker See, der selbst aber nicht zum Naturpark gehört. Die Flüsse Randow, Uecker, Zarow und Großer Landgraben fließen bzw. entspringen im Naturpark. Große Teile der Ueckermünder Heide südlich von Eggesin sind als Truppenübungsplatz Sperrgebiet und gehören nicht zum Naturpark. Die Stadt Pasewalk liegt zentral zwischen den beiden nach Süden reichenden Armen des Naturparkes. Südlich und westlich des Naturparkes verläuft die Ostseeautobahn A 20.
Der Naturpark ist zusammen mit dem Naturpark Sternberger Seenland einer der jüngsten Naturparks in Mecklenburg-Vorpommern und wurde am 1. Januar 2005 gegründet. Er erstreckte sich bei seiner Gründung auf einer Gesamtfläche von 53.793 ha. Etwa 8 % der Gesamtfläche des Parks waren Naturschutzgebiete und 51 %  als Landschaftsschutzgebiete ausgewiesen. Der repräsentative Sitz der Naturparkverwaltung mit dem Besucherinformationszentrum befindet sich seit dem 18. August 2012 in Eggesin. Zum 22. Oktober 2018 wurden die Gemeinden Blankensee und Plöwen komplett in den Naturpark integriert, sodass sich dessen Fläche um rund 1600 ha vergrößerte. Der Anteil der Naturschutz- und Landschaftsschutzgebiete beträgt seither 57,6 %.
Der südwestliche Teil des Naturparks überlagert sich mit dem Geopark Mecklenburgische Eiszeitlandschaft, der den geologischen Übergang zum Naturpark Feldberger Seenlandschaft bildet.

## Landschaftsentwicklung

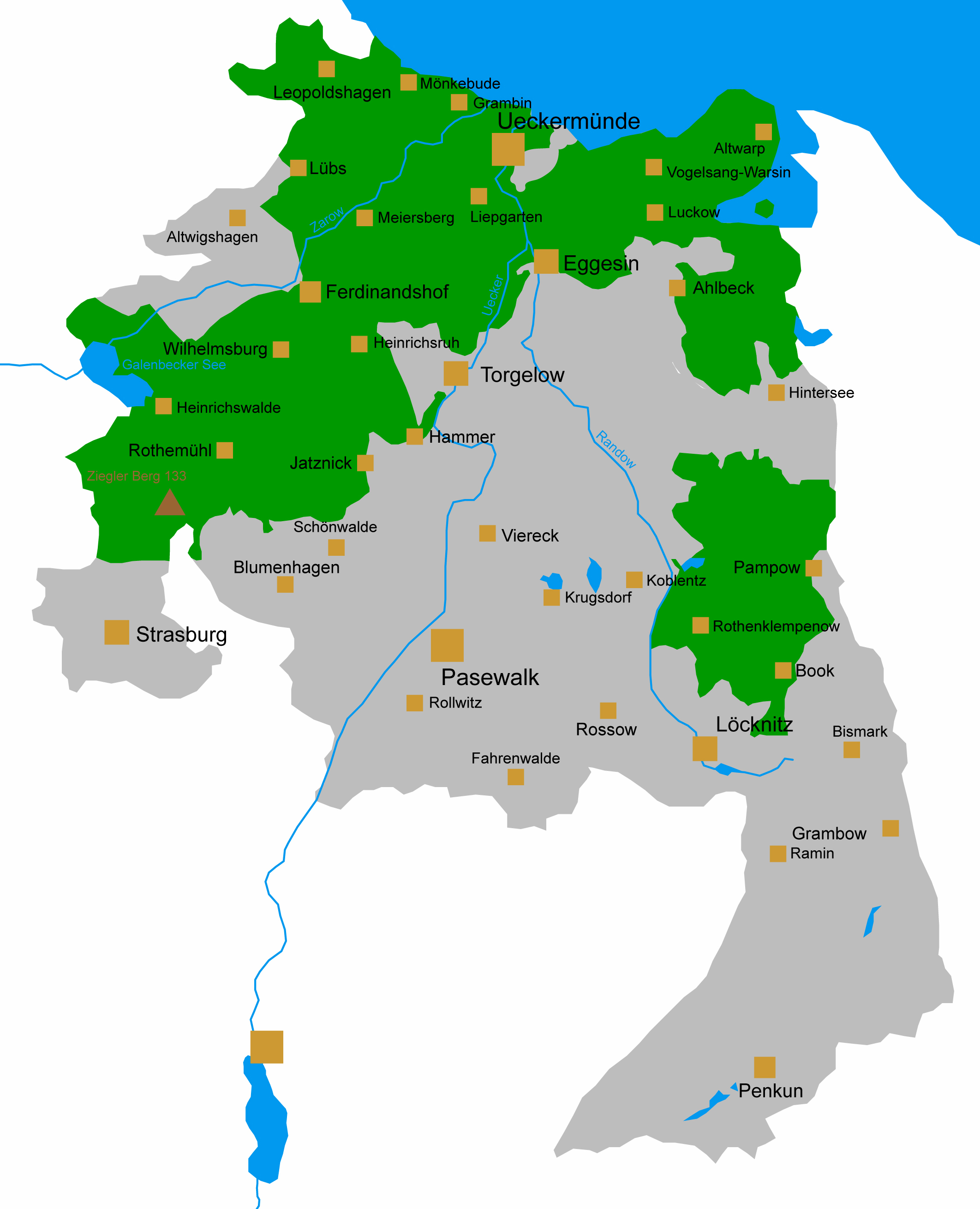
Ausdehnung des Naturparks im ehemaligen Landkreis Uecker-Randow

Die Landschaft wurde durch das Pommersche Stadium der Weichseleiszeit vor ca. 12.000 bis 10.000 Jahren geprägt. Die daraus hervorgegangenen reliefarmen Oberflächenstrukturen der Grundmoräne sind durch Eisrandlagen, Oser, Täler und Becken gekennzeichnet. Eine der auffälligsten Eisrandlagen ist die Rosenthaler Randlage mit Stauchwällen und einzelnen Sanderschüttungen (Brohmer Berge) bei Jatznick.
Im Spätglazial entstand der Haffstausee, der über die Täler der Oder, Ina, Uecker und Randow mit Schmelzwasser aus den Urstromtälern gespeist wurde. Mit zunehmendem Rückzug des Inlandeises Richtung Norden senkte sich der Wasserspiegel des Haffstausees etappenweise ab. Davon zeugen Terrassenbildungen am Stauseerand.
Die tiefsten Bereiche des Haffstausees unterlagen, beginnend im Spätglazial und verstärkt im Holozän Verlandungsprozessen, wodurch sich später Beckentone und -sande in der Beckenformation ablagerten. Durch Windverfrachtungen wurden Flugsanddecken und Binnendünen aufgelagert, welche das heute charakteristische Bild der Ueckermünder Heide prägen.
In der Warmzeit des Holozäns entstanden im Hinterland des Stettiner Haffs kleine Seen. In den Niederungen der Flusstäler kam es zu Vermoorungen mit Mudden, Seekreiden und Niedermoortafeln. 
 Seit 5000 Jahren beeinflusst der Mensch als geologischer Faktor diese Entwicklung.

## Tiere und Pflanzen

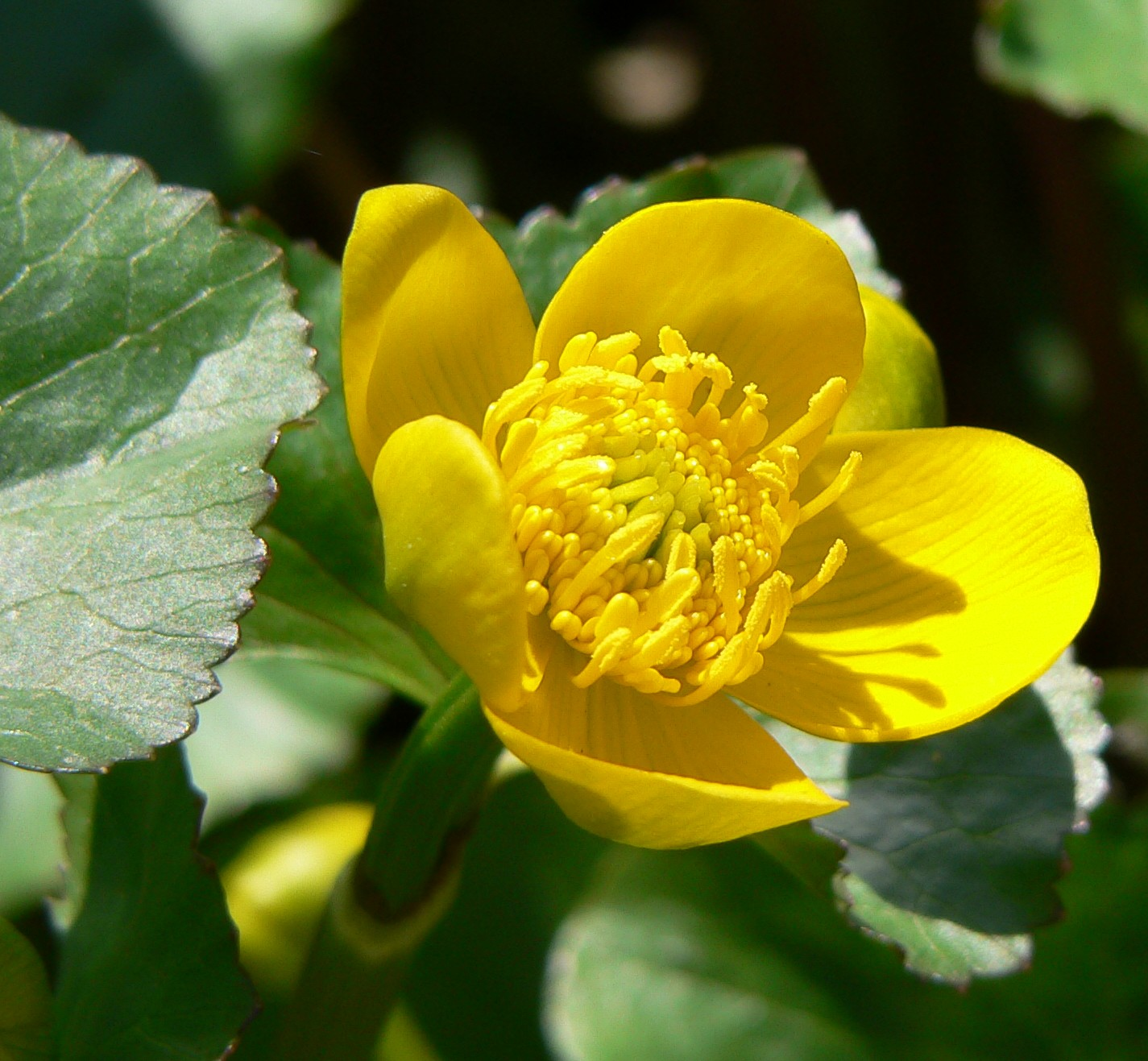
Sumpfdotterblume

### Flora
Durch die unterschiedliche Wasserversorgung der Böden hat sich ein breites Artenspektrum entwickelt. Nadelwälder bilden neben naturnahen Mischwäldern aus Buche und Eiche den Hauptwaldbestand der Region. In den feuchten bzw. nassen Standorten haben sich Bruchwaldgesellschaften herausgebildet. Prägend für diese Gebiete sind Sumpfdotterblumen und Orchideen.

### Fauna
In den Flussläufen der Uecker, Randow und Zarow ist der Fischotter häufig anzutreffen. Viele seltene Vogelarten sind hier zu Hause wie Seeadler, Schreiadler, Schwarzstorch und Rohrdommel. Auch Kraniche kann man hier beobachten. Ebenso hat sich der äußerst seltene Wiedehopf die Sperrgebiete der Truppenübungsplätze zurückerobert. Auch Distelfalter und andere Großschmetterlinge sind hier anzutreffen.

## Schutzgebiete

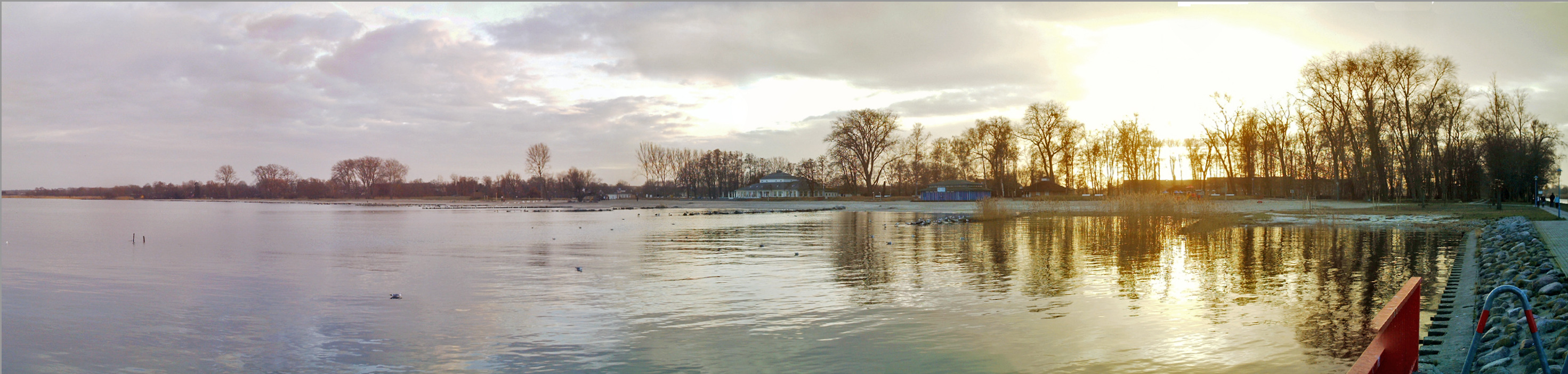
Ueckermünder Strand

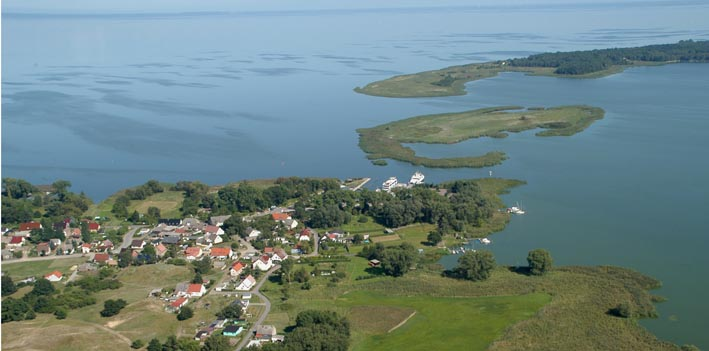
Altwarp und Riether Werder

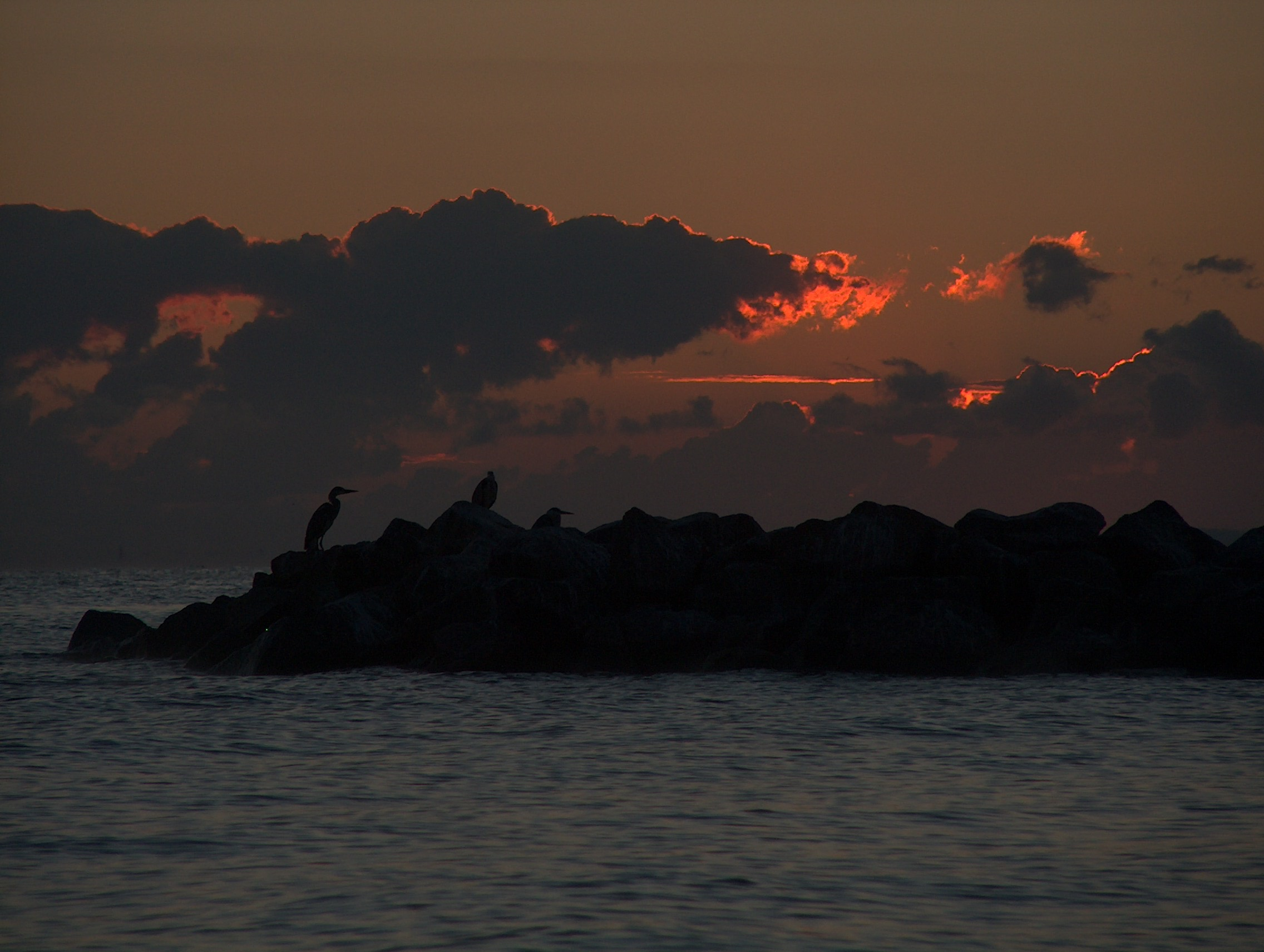
Sonnenaufgang im LSG Stettiner Haff

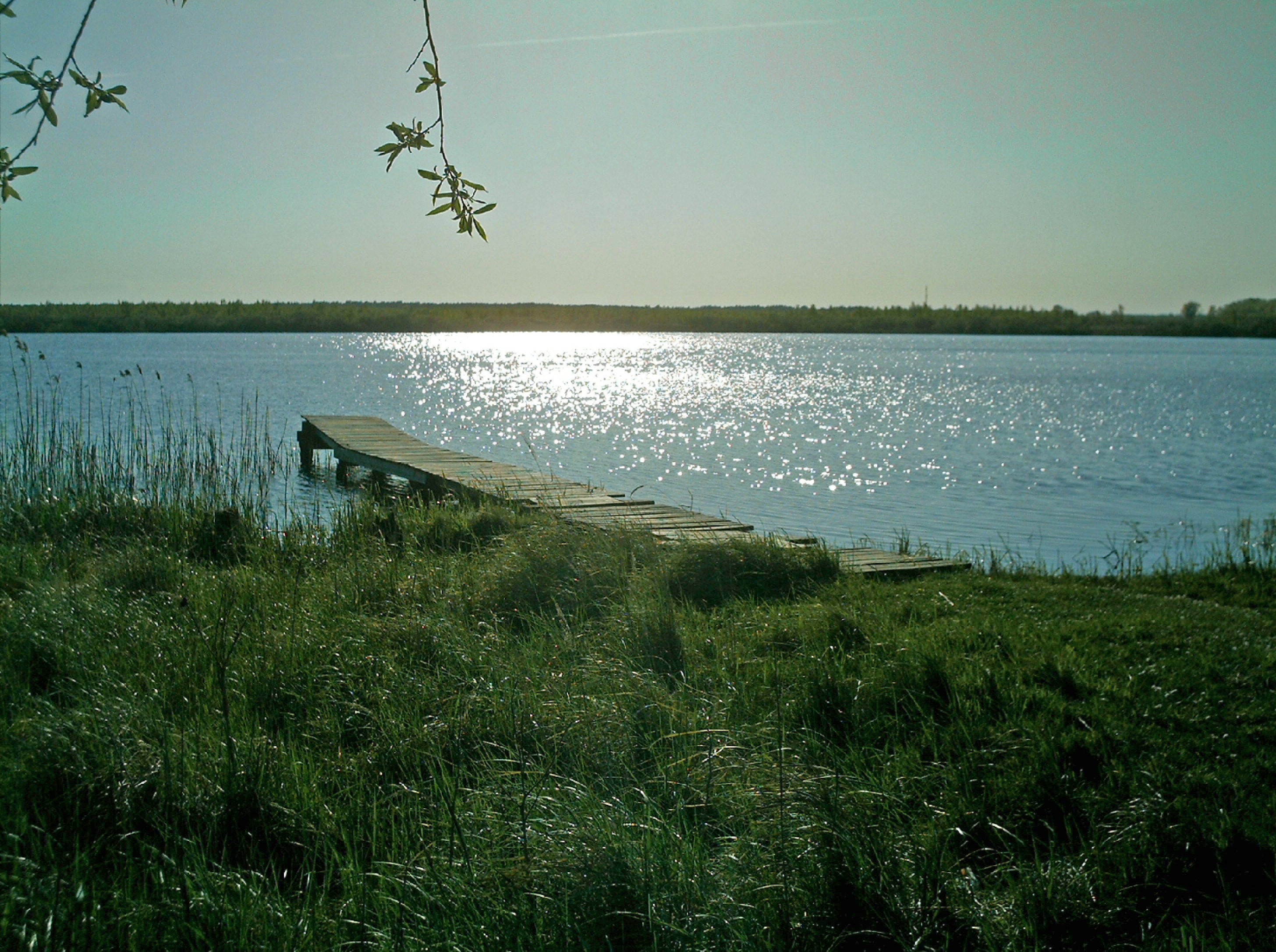
Ludwigshofer See im Ahlbecker Seegrund

### Naturschutzgebiete
Im Naturpark liegen zehn Naturschutzgebiete mit einer Gesamtfläche von 7074 Hektar. Dies entspricht 13 Prozent der Naturparkfläche.
- Ahlbecker Seegrund (1280 ha)
- Altwarper Binnendünen, Neuwarper See und Riether Werder (1433 ha)
- Burgwall Rothemühl (46 ha)
- Galenbecker See (1900 ha)
- Gorinsee (249 ha)
- Gottesheide mit Schlosssee und Lenzensee (1405 ha)
- Kleppelshagen (304 ha)
- Plöwensches Seebruch (229 ha)
- Wildes Moor bei Borken (228 ha)

### Landschaftsschutzgebiete
- Haffküste (26.000 ha)
- Brohmer Berge (1.892 ha)
- Löcknitzer See
- Pasewalker Kirchenforst (790 ha)
- Pommersche Boddenküste (Glashütte)
- Rosenthaler Staffel
- Radewitzer Heide

### Naturdenkmale
Im gesamten Naturpark befinden sich 65 Naturdenkmale, darunter viele Stieleichen und Linden, aber auch Kiefern und Buchen. 
 Ebenso gehören unter anderen, kleine Wiesenflächen und Moore dazu.